# Maeslantkering
Il Maeslantkering è un'opera di ingegneria civile, ambientale e idraulica localizzata a Hoek van Holland nei Paesi Bassi, all'imboccatura del Nieuwe Waterweg nel Mare del Nord, finalizzata alla protezione dalle inondazioni costiere di Rotterdam e del suo porto.
È costituita da due paratoie rotanti in acciaio alte 22 metri e lunghe ciascuna 210 metri, sono incernierate ciascuna sulle opposte sponde del canale situato all'imboccatura del porto e collegate alle stesse cerniere ad asse verticale da bracci lunghi 237 metri. Il peso di ciascuna paratia è pari a 6800 tonnellate.
Opera conclusiva del Piano Delta, fu ideata negli anni '80 e la costruzione avviata nel 1991. È stata inaugurata il 10 maggio 1997 alla presenza della regina Beatrice.
Le paratoie vengono azionate da un sistema automatico che si attiva all'innalzamento del livello delle acque. Queste vengono chiuse annualmente per verificarne il funzionamento e l'intero processo necessita di circa quattro ore, due per la chiusura e due per l'apertura. 
L'8 novembre del 2007 le paratoie furono chiuse per affrontare l'emergenza derivata dalla tempesta "Tilo", causa di onde alte a 3 metri di altezza. Le paratie sono rimaste chiuse dalle 23:10 dell'8 novembre alle 17:00 del giorno successivo.